# Diocèse de Bagnoregio
Le diocèse de Bagnoregio (en latin : dioecesis Balneoregiensis ; en italien : diocesi di Bagnoregio, ou de Bagnorea) est un diocèse de l'Église catholique situé en Italie. Érigé au VIe siècle, il est un des diocèses historiques du Latium.
Il est restauré en tant que siège titulaire en 1991.

## Territoire
Le diocèse est constitué de onze communes de la province de Rome.

## Liste des évêques

### VIeauXIVesiècle
- mention de Giovanni I
- mention vers 680 : Clarenzio
- mention vers 769 : Radoino
- mention vers 826 : Alifredo
- mention vers 853 : Leone
- mention vers 855 : Romano
- v.861 – v.868 : Saint Aldualdo, Aldrovando ou Ildebrando
- 1255 – mort en 1270 : Rustico
- 30 août 1272 – mort en 1295 : Simone
- 21 janvier 1297 – mort en 1306 - Stefano Tasca, Dominicain (O.P.)
- 9 juillet 1306 – .... : Simone
- 2 décembre 1327 – 5 octobre 1328 : Beltramo Monaldeschi, O.P., puis évêque d'Orvieto (1328 – 1345)
- 5 octobre 1328 – 20 décembre 1342 : Matteo di Castelpietro, Frères mineurs (O.F.M.), puis évêque d'Acerra (1342 – 1344)
- 20 décembre 1342 – .... : Giovanni, O.F.M., précédemment évêque d'Acerra (1332 – 1342)
- 14 décembre 1348 – .... : Giovanni de Civita Castellana
- 29 novembre 1357 – .... : Alamanno de Montefiascone
- 24 juillet 1363 – .... : Bonaventura Vanni, O.F.M.
- 5 avril 1383 – 5/6 novembre 1399 : Matteo degli Avveduti, O.F.M., puis évêque d'Orvieto (1399 – 1409)
- 5/5 novembre 1399 – .... : Angelo

### XVeauXVIIesiècle
- 20 décembre 1409 – .... : Angelo
- 10 janvier 1438 – .... : Benedetto Paconati, O.P. , précédemment évêque d'Ario (Grèce)[1]
- 26 septembre 1445 – 1446 : Corrado da Matelica, O.F.M.[2]
- 27 mai 1446 – 1449 : Niccolò Ruggeri, O.F.M.[3]
- 17 octobre 1449 – mort en 1459 : Agostino da Bagnoregio, Augustin (O.E.S.A.)[4]
- 5 septembre 1459 – .... : Filippo Landolfi
- 26 avril 1462 – 1475 : Angelo Pisani[5]
- 6 novembre 1475 – mort en 1483 ou 1487 : Pietro Bocca[6]
- 21 mai 1488 – mort en 1497 : Antonio da San Gimignano[7]
- 2 mars 1497 – 25 mars 1500 : Bartolomé Martí, administrateur apostolique
- 4 mai 15000 – mort en 1521 : Ferdinando Castiglia[8]
- 20 septembre 1521 –  mort en 1522 : Corrado Manili[9]
- 10 décembre 1522 – mort en 1523 : Ugo de Spina[10]
- 23 mars 1523 – mort le 26 mai 1527 : Giovanni Mercurio de Vipera[11]
- 24 janvier 1528 – mort en 1545 : Francisco de Solís Quiñones y Montenegro, Ordre de Sant'Iago de l'Épée (O.S.)[12]
- 22 mai 1545 – 1563 : Nicolò Vernely[13]
- 15 octobre 1563 – 1568 : Gallois de Regard (Galeazzo Gegald (Regardus))[14]
- 5 avril 1568 — 1581 : Umberto Locati, O.P.[15]
- 29 mai 1581 — mort 1590 : Tommaso Sperandio Corbelli, précédemment évêque de Traù (Dalmatie) (1567 – 1574)[16]
- 16 juillet 1590 — 6 septembre 1598 : Francesco Serini[17]
- 9 octobre 1598 — 1611 : Carlo Trotti[18],[19]

### XVIIIeauXIXesiècle
- 22 octobre 1612 — le 31 décembre 1621 (mort) : Lelio Ruini[19]
- 10 janvier 1622 — 29 janvier 1635 : Carlo Bovi (en), puis évêque de Sarsina (1635-1646)[19],[20]
- 9 juillet 1635 — 4 août 1649 (mort) : Pietro Paolo Febei (en)[19],[21]
- 9 décembre 1649 — 1653 (résigné) : Carlo Azzolini[19]
- 18 août 1653 — 21 janvier 1680 (mort) : Vincenzo Candiotti[19]
- 29 avril 1680 — 24 décembre 1694 (mort) : Giovanni Paolo Meniconi[22]
- 24 janvier 1695 — 2 janvier 1696 : Vincentius degl'Atti, puis évêque d'Orvieto[22]
- 21 juillet 1698 — 17 avril 1705 (mort) : Uldericus Nardi[22]
- 8 juin 1705 — 10 septembre 1721 : Onofrio Elisei, puis évêque d'Orvieto[22]
- 24 septembre 1721 — juin 1754 (mort) : Onofrio Pini[22]
- 16 septembre 1754 — 9 avril 1764 : Ubaldo Baldassini, puis évêque de Jesi
- 11 ami 1764 — 27 février 1789 (résigné) : Giuseppe Aluffi